# Доброслава (Свидњик)
Доброслава (слч. Dobroslava) насељено је мјесто са административним статусом сеоске општине (слч. obec) у округу Свидњик, у Прешовском крају, Словачка Република.

## Становништво
| Година:    | 1994. | 2004.    | 2014.    | 2024. |
| ---------- | ----- | -------- | -------- | ----- |
| Број људи: | 56    | 39       | 28       | 49    |
| Разлика:   |       | -30,35 % | -28,20 % | +75 % |

| Година:    | 2023. | 2024. |
| ---------- | ----- | ----- |
| Број људи: | 50    | 49    |
| Разлика:   |       | -2 %  |

Према подацима о броју становника из 2024. године насеље је имало 49 становника.